# Jardins de Lucullus
Les jardins de Lucullus (Horti Lucullani en latin) étaient des jardins aménagés au Ier siècle av. J.-C. par le richissime Lucullus  sur les pentes de la colline du Pincio, au nord de la Rome antique. À l'époque moderne, il ne subsiste que quelques vestiges de soubassement à proximité de la villa Médicis.

## Historique
Les jardins sont créés vers 60 av. J.-C. par Lucullus, après son retour en 63 av. J.-C. de ses campagnes en Asie mineure, et financés grâce à la vente du butin de ces campagnes. Son fils Lucius Licinus Lucullus hérite des jardins. Après l’assassinat de Jules César en 44 av. J.-C., il suit le parti de Cassius et Brutus, et meurt à la bataille de Philippes en 42 av. J.-C. Ses biens sont saisis et attribués aux partisans d’Octave et Marc Antoine. Une inscription découverte dans les  jardins de la villa Médicis atteste de la possession de terrains par un Messala Corvinus identifié comme l’orateur Valériius Messala Corvinus. Selon Pierre Grimal, on ne peut supposer que le terrain de Valerius  ait été contigu aux jardins de Lucullus, car ces derniers auraient eu une superficie trop réduite. Donc après le partage des biens de proscrits par les triumvirs, les jardins de Lucullus seraient passés en possession de Valerius Corvinus, propriétaire suivant et non voisin limitrophe.
Sous Claude, le sénateur gaulois Valerius Asiaticus, sans attache avec le précédent Valerius, détient les jardins de Lucullus. En 47, il est accusé de complot et contraint au suicide à l’instigation de Messaline, qui selon Tacite et Dion Cassius convoite les Jardins de Lucullus. Les jardins sont confisqués et deviennent propriété impériale, c’est là que Messaline est exécutée l’année suivante.

## Localisation

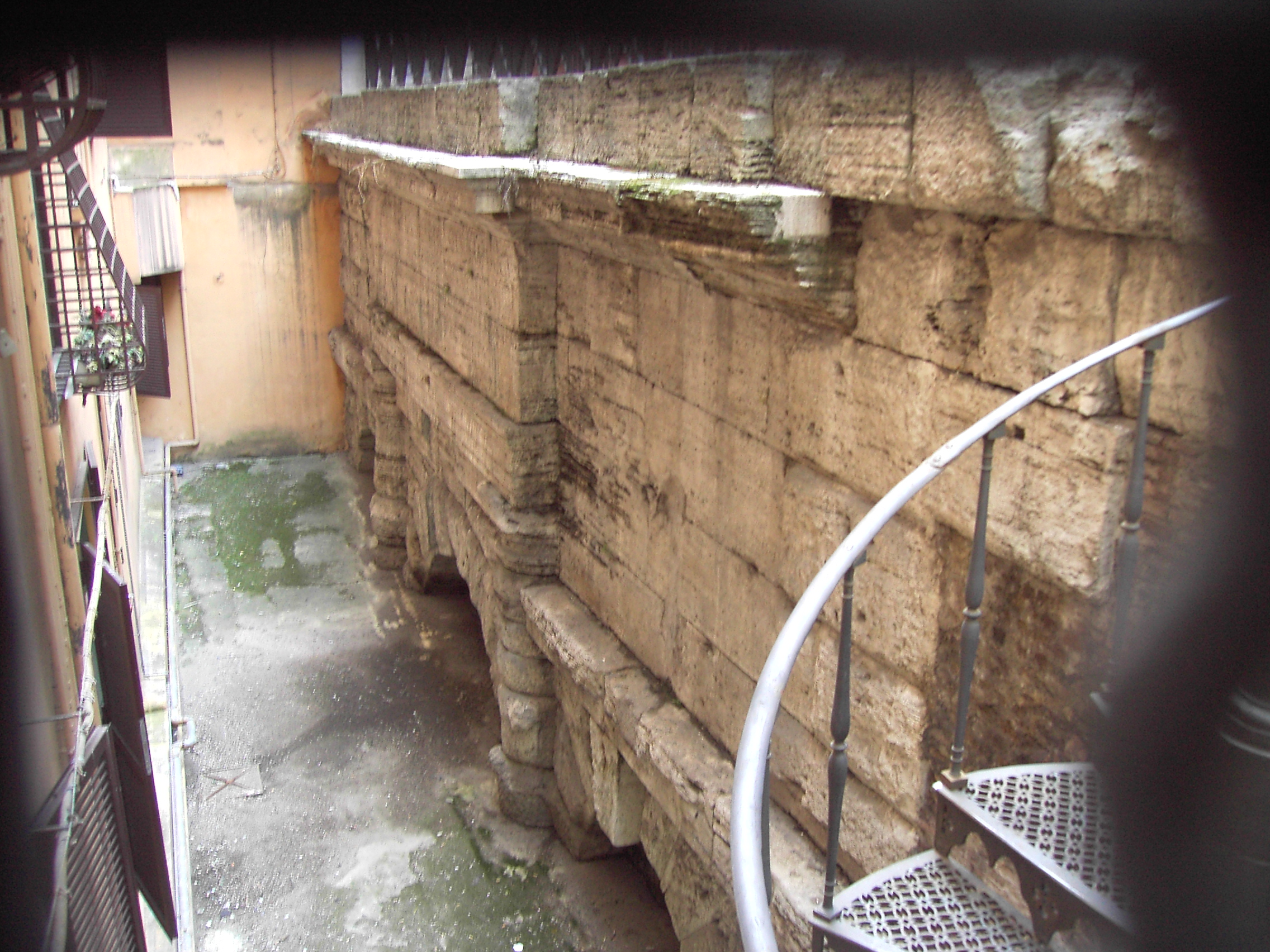
Arches de l'Aqueduc de l'Aqua Virgo.

Lucullus avait de somptueuses villas dans diverses parties de l'Italie, aux dires de Salluste ; il y passait quelques mois suivant les saisons de l'année, de manière à jouir d'un printemps perpétuel.
On cite surtout celle dont l'emplacement est aujourd'hui occupé par la villa Médicis et une
autre au-dessous de Tusculum, où l'on voit actuellement Frascati et ou
furent plantés les premiers cerisiers apportés en Europe.

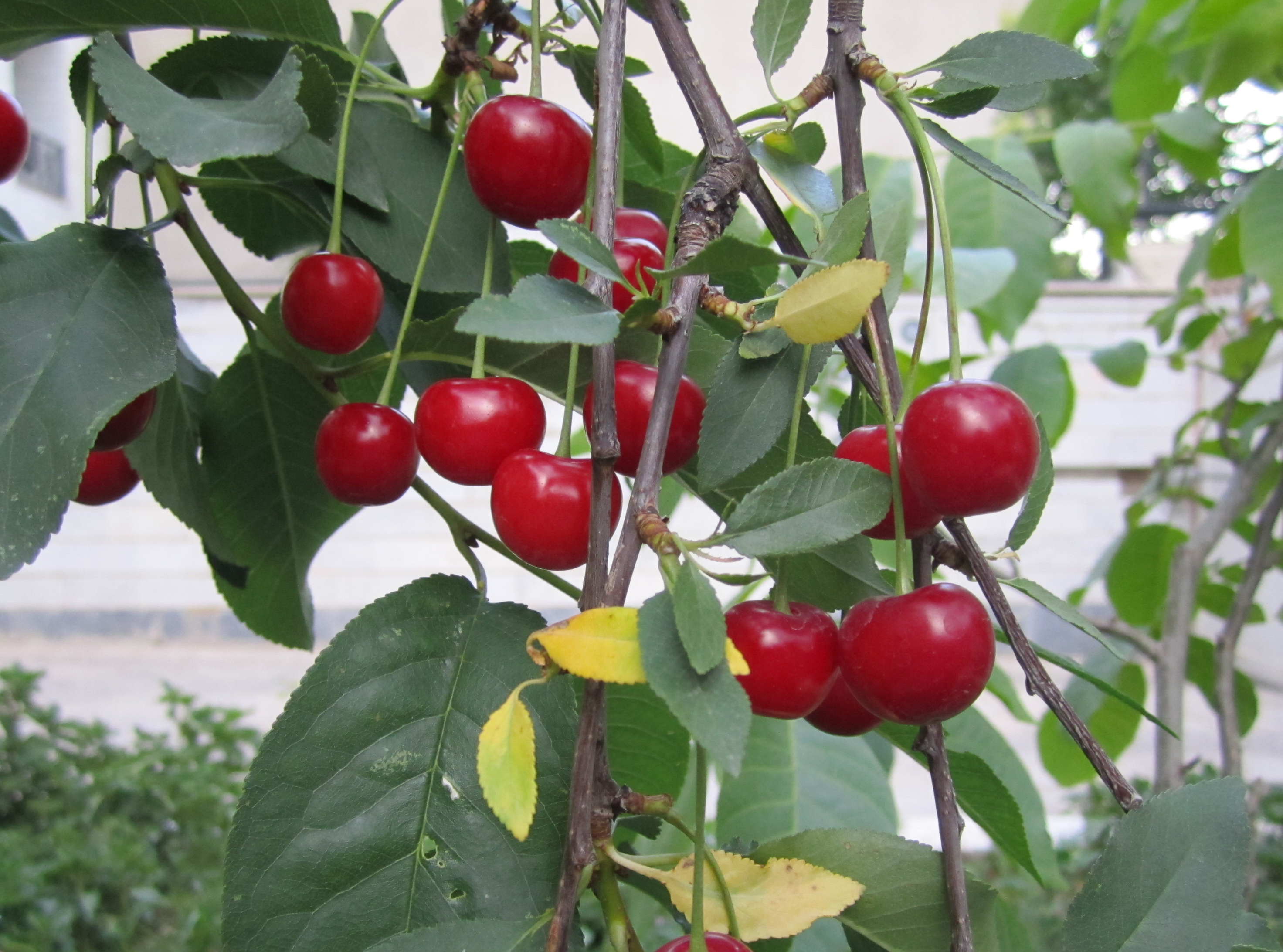
Le cerisier aigre que Lucullus passait pour avoir apporté d'Asie.

Les jardins de Lucullus de la villa Médicis sont implantés sur l'extrémité sud de la colline du Pincio, dans un secteur qui domine au sud-est l'actuelle  piazza di Spagna. Cet emplacement judicieusement choisi car orienté à l'ouest, au sud et à l'est recevait largement la lumière du soleil du lever au couchant. La colline au moment de la création des jardins était hors du périmètre de la ville de Rome (le pomœrium), et donc aménageable au gré de son propriétaire. Un texte de Frontin donne un élément de localisation, en indiquant que la sortie et les premières arches de l’aqueduc de la Virgo sont sous les jardins de Lucullus.
Les limites des jardins de Lucullus et son extension sur le Pincio restent incertaines. Il était probablement limitrophes dans sa partie nord des jardins de Pompée peut-être selon Grimal à hauteur de l’actuelle villa Médicis.
Lucullus avait de nombreuses résidences et donc de nombreux jardins. Les jardins de Lucullus, au cap Misène, près de Baïes, dans la baie de Naples, étaient célèbres par leur magnificence ; on nommait leur créateur le Xerxès romain. Ils étaient formés de terrasses très élevées au-dessus de la mer et de vastes pièces d'eau. Ces coûteuses compositions tiraient certainement leur origine des exemples rapportés par le général romain de ses expéditions
militaires dans l'Asie, et ils étaient si peu répandus alors (un demi-siècle au plus av. J.-C.), que Varron et Cicéron s'en sont agréablement moqués.